# SN 2008iy
SN 2008iy – supernowa typu IIn odkryta 28 września 2008 roku w galaktyce A160837+0416. W momencie odkrycia miała maksymalną jasność 17,80m.